# متلازمة انحلال الدم اليوريمية
متلازمة انحلال الدم اليوريمية أو متلازمة انحلال الدم اليوريميائية (م.ا.د.ي.) وتسمى أيضاً (متلازمة-Gasser) (بالإنجليزية: Hemolytic-uremic syndrome)‏، هي مرض يأخذ بأوعية الدم الدقيقة وبذلك فهو أحد ضربَيْ اعْتِلالِ الأَوعِيَةِ الدَّقيقَةِ الخُثارِيّ. إذ تدمر لأسباب مختلفة- غالباً سموم البكتيريا- الخلايا وتؤذَى وظيفة الكلية. هذه المتلازمة النادرة تصيب الأطفال والرضّع بالدرجة الأولى وتكون بذلك السبب الأشيع لقصور كلوي حاد.

## الوبائيات
تعد الأرجنتين الدولة التي لديها أعلى معدل إصابة.
في الولايات المتحدة يقدر معدل الإصابة الإجمالي بـ 2.1 حالة لكل 100000 شخص / سنة، مع ذروة حدوث تتراوح بين ستة أشهر وأربع سنوات من العمر، في عام 2006 ظهر وباء الإشريكية القولونية الضارة في الولايات المتحدة بسبب تلوث السبانخ.

## الخصائص والأشكال
تمتاز الـ م.ا.د.ي. بـــ:
- فقْرِ الدَّمِ الانْحِلالِيِّ النَّاجِمِ عَن اعْتِلالِ الأَوعيةِ الدَّقيقة (فقدان الكريات الحمر بأذية الأوعية الدقيقة).
- قِلَّةِ الصُّفَيحات.
- قصور كلوي حاد.

إن وجدت علامات المرض الثلاث فإنه يُدعى متلازمة انحلال الدم اليوريمي الاعتلالي المعوي الكلي، أما إذا وجدت علامتان فيدعى متلازمة انحلال الدم اليوريمي الاعتلالي المعوي الغير كلي. تُقسم متلازمة انحلال الدم اليوريمي عادة إلى ضربٍ نمطي مصحوبٍ بإسهال، سببه غالباً العدوى وضرب لا نمطي لا يصحبه إسهال. كلا الضربين يظهر عند الأطفال والكبار. الضرب النمطي يظهر غالباً عند الأطفال، أما اللانمطي فيظهر عند الكبار.

## الأعراض
بعد تناول الطعام الملوث، يمكن أن تظهر الأعراض الأولى للعدوى من يوم إلى 10 أيام ولكن عادة 3-4 أيام. بعد ذلك ويمكن أن تشمل هذه الأعراض الإسهال (الذي غالبًا ما يكون دمويًا)، وتشنجات في المعدة، وحمى خفيفة، أو إقياء يؤدي إلى الجفاف وندرة البول.
تظهرالمتلازمة عادةً بعد 5-10 أيام من ظهور الأعراض الأولية، وكما يمكن أن تظهر بعد 3 أسابيع. تشمل الأعراض: الخمول، انخفاض إنتاج البول، الدم في البول، الفشل الكلوي، انخفاض عدد الصفيحات الدموية، تدمير خلايا الدم الحمراء (فَقْرُ الدَّمِ الانْحِلالِيُّ النَّاجِمُ عَن اعْتِلالِ الأَوعِيَةِ الدَّقيقَة). يمكن أن يحدث ارتفاع ضغط الدم واليرقان (لون أصفر في الجلد وبياض العين) ونوبات ونزيف. في الجلد. في بعض الحالات، هناك تغيرات عصبية بارزة.
عادةً ما يُظهر الأشخاص المصابون بمتلازمة انحلال الدم اليوريمية أعراض اعتلال الأوعية الدقيقة الخثاري، والتي يمكن أن تشمل آلامًا في البطن ، انخفاض عدد الصفائح الدموية، ارتفاع إنزيم نازع لهيدروجين اللاكتات LDH (مادة كيميائية تنطلق من الخلايا التالفة، وبالتالي فهي علامة على الضرر الخلوي).
فقر الدم (انخفاض عدد خلايا الدم الحمراء)، فصيمات كروية (أجزاء خلايا الدم الحمراء التالفة تُرى بفحص اللطاخة الدموية) ، ارتفاع الكرياتينين (منتج نفايات بروتينية ينتج عن التمثيل الغذائي للعضلات ويتم التخلص منه كلويًا) ، بيلة بروتينية (تدل على إصابة الكلى)، تخليط(هذيان) ، التعب، التورم(الوذمة) والغثيان/الإقياء والإسهال. بالإضافة إلى ذلك، يعاني المرضى المصابون بـ AHUS عادةً من ظهور مفاجئ لعلامات وأعراض جهازية مثل الفشل الكلوي الحاد، وارتفاع ضغط الدم ، احتشاء عضلة القلب (النوبة القلبية)، السكتة الدماغية، مضاعفات الرئة، التهاب البنكرياس وكبد، نوبة صرع وغيبوبة.

## الأسباب
الــ م.ا.د.ي. النمطية سببها الرئيسي بكتيريا الأمعاء المنتجة لسم-Shiga: الإشريكيّة القولونية أو إشريكية قولونية أخرى منتجة للـ Vero-toxin أو شيغيلة زحارية. وبما أن البكتيريا في هذا المرض لا تغادر الأمعاء ولا تجتاز الغشاء القاعدي لظهارة الأمعاء ولا تصل إلى الدم، فإننا في هذه الحالة لا نتحدث عن عدوى بل عن انسمام بكتيري.
الإصابة بــ م.ا.د.ي. له أيضاً علاقة بالعدوى الفيروسية، وخاص في الإنفلونزا (النزلة الوافدة). الــ م.ا.د.ي. اللانمطية سببها زرع نقي العظم أو معالجة كابتة للمناعة بعد الزرع أو في الحمل أو السرطان أو العلاج الكيميائي أو نقص المناعة المكتسب. كما أن العوامل الجينية لها دور أيضاً.

## التشخيص
أوجه التشابه بين متلازمة انحلال الدم اليوريمي النموذجية وغير النمطية وبين فرفرية نقص الصفيحات التخثرية تجعل التشخيص التفريقي ضروريًا. تتميز جميع هذه الاعتلالات الدقيقة الخثارية الجهازية الثلاثة المسببة للأمراض بنقص الصفيحات وانحلال الدم الجزئي، بالإضافة إلى واحد أو أكثر مما يلي: الأعراض العصبية (على سبيل المثال: التخليط، والتشنجات الدماغية، والنوبات)؛ القصور الكلوي، ارتفاع الكرياتينين، انخفاض معدل الترشيح الكبيبي المقدر، تحليل البول غير الطبيعي)؛ وأعراض الجهاز الهضمي (مثل الإسهال والغثيان أو الإقياء وآلام البطن والتهاب المعدة والأمعاء). لا يستبعد وجود الإسهال كسبب لاعتلال الأوعية الدقيقة الخثاري، حيث يعاني 28٪ من المرضى الذين يعانون من متلازمة انحلال الدم غير النمطية من الإسهال و/أو التهاب المعدة والأمعاء. غالبًا ما يتم التشخيص الأول لمتلازمة انحلال الدم غير النمطية في سياق عدوى أولية مسببة للمكملات، وقد تم أيضًا تورط ذيفان الشيغيلا كمحفز يحدد المرضى الذين يعانون من متلازمة انحلال الدم غير النمطية aHUS. بالإضافة إلى ذلك، ففي إحدى الدراسات تم اكتشاف طفرات في الجينات التي تشفر العديد من البروتينات التنظيمية التكميلية في 8 من 36 (22٪) مريضًا تم تشخيصهم بمتلازمة الانحلالي- اليوريمي النمطي. ومع ذلك فإن عدم وجود طفرة جينية تنظيمية مكملة محددة لا تمنع الانحلالي غير النمطي.
يفتقر حوالي 50٪ من المرضى الذين يعانون من متلازمة انحلال الدم اليوريمية غير النمطية إلى طفرة يمكن تحديدها في الجينات المنظمة التكميلية.
تدعم المتابعة التشخيصية التشخيص التفريقي لاعتلال الأوعية الدقيقة الجهازي الخثاري. يؤكد الاختبار الإيجابي سبب متلازمة انحلال الدم اليوريمية النمطية ويؤكد النقص الشديد Shiga -oxin / EHEC
ADAMTS13 (أقل من ≤5٪ من المستويات الطبيعية) تشخيص فرفرية نقص الصفيحات الخثارية.

## العلاج
يشمل العلاج الرعاية الداعمة وقد يشمل غسيل الكلى، والستيرويدات، ونقل الدم، وفصادة البلازما.
بينما يتم استخدام عقار إيكوليزوماب لعلاج متلازمة انحلال الدم اليوريمية غير النمطية، في حين لا يوجد دليل حتى عام 2018 يدعم استخدامه في الأشكال الرئيسية من متلازمة انحلال الدم الانحلالي.

## الإنذار
يحدث الفشل الكلوي الحاد في 55-70٪ من الأشخاص المصابين بمتلازمة انحلال الدم اليوريمي، على الرغم من استعادة ما يصل إلى 70-85٪ من وظائف الكلى. المرضى الذين يعانون من متلازمة انحلال الدم غير النمطية لديهم نتائج سيئة بشكل عام، مع تقدم ما يصل إلى 50 ٪ إلى الداء الكلوي بمراحله الأخيرة أو تلف الدماغ الذي لا رجعة فيه. يموت ما يصل إلى 25٪ خلال المرحلة الحادة. ومع ذلك، مع العلاج القوي، ينجو أكثر من 90٪ من المرضى من المرحلة الحادة لمتلازمة انحلال الدم اليوريمي. ما يقرب من ثلث الأشخاص الذين يعانون من متلازمة انحلال الدم اليوريمية يعانون من خلل في وظائف الكلى بعد عدة سنوات، ويحتاج عدد قليل منهم إلى غسيل كلوي طويل الأمد. يعاني 8٪ من الأشخاص المصابين بمتلازمة انحلال الدم اليوريمية من مضاعفات أخرى مدى الحياة، مثل ارتفاع ضغط الدم، والنوبات، والعمى، والشلل، وآثار إزالة جزء من القولون. معدل الوفيات الإجمالي من متلازمة انحلال الدم اليوريمي هو 5-15٪ الأطفال وكبار السن لديهم توقعات أسوأ.

## الوقاية
يتم تفادي الإصابة بالمرض بشكل كبير عن طريق إتباع الأتي:
1. الحفاظ على النظافة
2. فصل المواد الغذائية النيئة عن المطبوخة
3. الطهي الجيد للأطعمة
4. حفظ الأطعمة في درجات حرارة آمنة
5. استخدام المياه والمواد الخام المأمونة

## وصلات خارجية
- متلازمة انحلال الدم اليوريمي، من منظمة الصحة العالمية